# Giuseppe Merlin
Cav. Giuseppe Merlin (Boara Pisani, 20 novembre 1891 – Milano, 7 maggio 1967) è stato un sollevatore italiano.
Figura importantissima della disciplina sportiva del sollevamento pesi, della quale ha ricoperto anche il ruolo di istruttore e tecnico federale, è stato un affermato imprenditore nel campo dell'abbigliamento.

## Carriera
Inizia la sua carriera sportiva nel 1907 con la "Società Ginnastica Milanese Forza e Coraggio" di Milano.
Nel 1911 partecipa come pugile allo "Stadium" di Milano.
Nel 1913 partecipa:
- a Tripoli al lancio della palla di ferro;
- a Genova ai campionati italiani di sollevamento pesi.

Nel 1914, in Liguria, partecipa al campionato nazionale di sollevamento pesi.
Interrompe la carriera dal 1916 al 1918 per la chiamata alle armi della prima guerra mondiale, alla quale partecipa con il grado di sergente nel corpo di artiglieria ed è citato dalla Gazzetta dello sport quale tesserato per lo Sport Club Italia.
Dopo la guerra, riprende l'attività agonistica nel 1919 con la squadra d'artiglieria al giro di Napoli, classificandosi al primo posto.

Nel 1921 a Milano, partecipa ai campionati italiani e svizzeri nella gara di sollevamento pesi.

Nel 1922 a Parigi partecipa all'incontro Francia-Italia di sollevamento pesi avendo contrapposti i campioni francesi A. François, Hobanx, Delloue.

Partecipa ai Giochi Olimpici del 1924, come atleta della società ginnica Pro Patria Milano, sempre nella disciplina del sollevamento pesi.
Nel 1931 viene incaricato dal CONI come istruttore e tecnico federale di sollevamento pesi, poi come giudice ed arbitro sempre per la stessa disciplina.
Nel 1936, mentre ricopre la carica di vice presidente della Federazione Italiana di Atletica Pesante, offre il suo ricco medagliere, fra cui si annoverano 13 medaglie d'oro e 36 d'argento, alla patria.

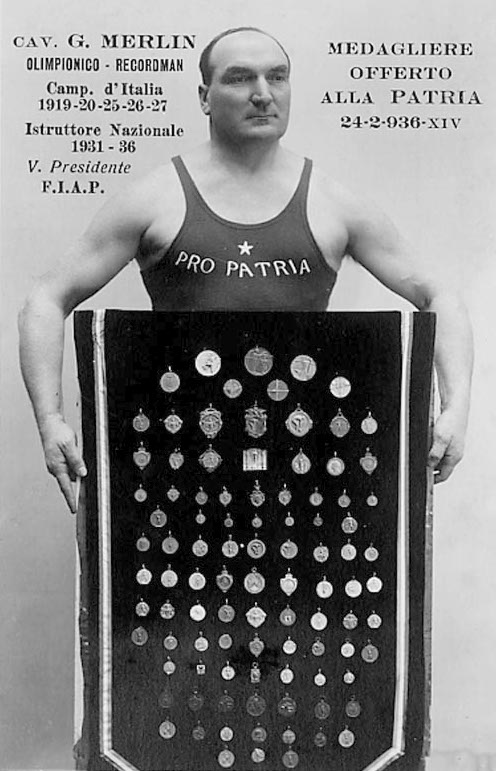

Fra gli atleti allenati si annoverano vari nomi fra cui spiccano gli olimpionici: Attilio Bescapè, Alberto Pigaiani (medaglia di bronzo giochi olimpici Melbourne 1956) e Sebastiano Mannironi (medaglia di bronzo giochi olimpici Roma 1960 e vincitore del bilanciere d'oro messo in palio dallo stesso Merlin).
Riposa al Cimitero monumentale di Milano.

## Dediche
Ha posato per lo scultore B. Tedeschi in diverse opere, fra le più importanti, il monumento ai caduti della prima guerra mondiale situato in piazza Pietro Zanelli a Lodi e per una seconda opera, un monumento funerario all'interno del Cimitero monumentale di Milano, realizzato nel 1929 dalla fonderia artistica E. Savini e posizionato all'edicola A di ponente rialzo A di ponente, tomba 2025/2026.

Monumento ai caduti di Lodi.

Cimitero monumentale di Milano.